# Ченаб
Река Ченаб  (санск. चंद्रभाग; панџ. ਚਨਾਬ, canāb; хинд. चनाब; урд. چناب) , дословно преведено Месечава река (Чен=месечева + аб=река) је велика притока реке Инд, у Индијском подконтиненту дуга 974 km.

## Географске карактеристике
Ченаб се формира спајањем река Чандра и Багакод села Танди у горњој Хималијској области у дистрикту Лахул и Спити у индијској држави Химачал Прадеш. У свом горњем току река је позната и под именом Чандрабага
Од извора тече у смеру југа, преко области Јаму у индијској држави Џаму и Кашмир у равнице Панџаба, стварајући границе између сливова Решна и Јеч (Доаба на персијском). 
Код бране Триму Ченаб прима своју прву велику притоку - Џелам, а након тог и реку Рави код града Ахмедпур Сиал. Након тог се спаја с реком Сатлеџ крај Уч Шарифа у Пакистану како би заједнички формирали реку - Панџнад (Пет река), као пета река тог система броји се Беас која увире у Сатлеџ поред града Ферозепур у Индији. Панџнад тече врло кратко, на крају се излива у Инд код града Митанкота у Пакистану. 
Воде Ченаба су препуштене Пакистану према одредбама Споразума о водама Инда.
У античким изворима река је била позната као Асесин (Acesines).

## Повезане странице
- Инд
- Списак најдужих река света